# Highland Express Airways
Highland Express Airways, im Außenauftritt lediglich Highland Express, war eine kurzlebige schottische Fluggesellschaft mit Sitz in Prestwick.

## Geschichte
Highland Express Airways wurde 1984 durch den Anwalt und Pokerspieler Randolph Fields gegründet. Dieser hatte sich zuvor wegen eines Streites aus der Unternehmensführung von Virgin Atlantic zurückgezogen. Nach Verzögerungen, die bei der Beschaffung von eigenem Fluggerät entstanden waren, nahm die Gesellschaft den Betrieb im Juni 1987 mit einer Boeing 747-100 auf. Die Flüge führten von London Stansted nach Newark, wenngleich in Prestwick eine Zwischenlandung durchgeführt wurde.
Bereits 5 Monate später, Mitte Dezember 1987, stellte man den Flugbetrieb wieder ein, da die Fluggastzahlen die Erwartungen nicht erfüllt hatten. Für Januar 1988 geplante Charterflüge nach Florida hatten sich ebenfalls nicht realisieren lassen, sodass die Gesellschaft kurze Zeit später aufgelöst wurde.

## Flugziele
Highland Express Airways bediente in der kurzen Zeit ihres Bestehens lediglich die Route London Stansted – Prestwick – Newark.

## Flotte

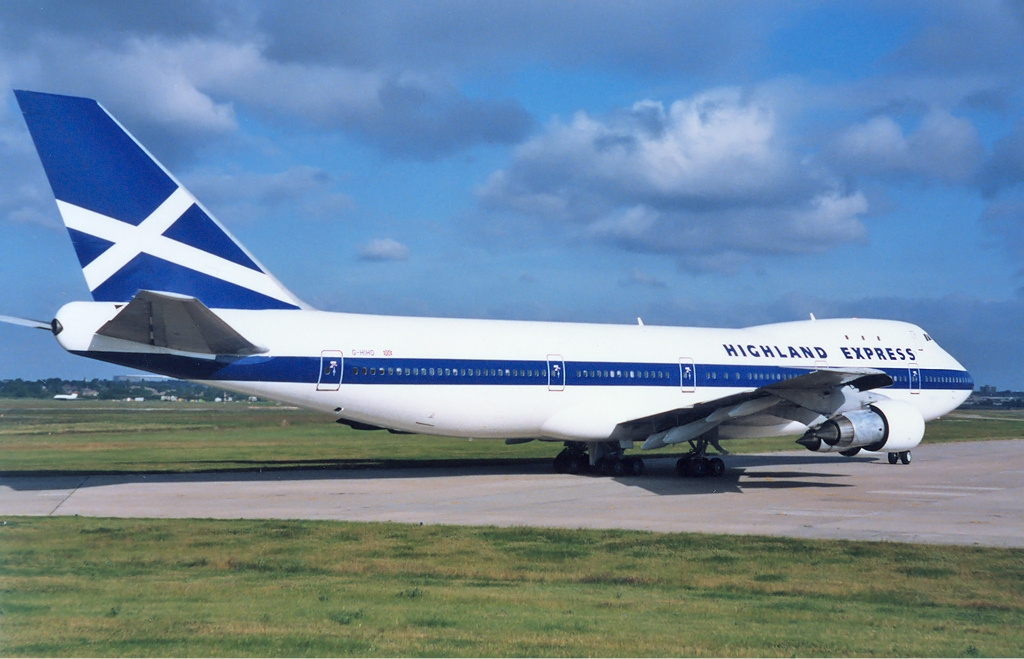
Boeing 747-100 (G-HIHO) der Highland Express Airways

Zur Betriebseinstellung im Dezember 1987 bestand die Flotte der Highland Express Airways aus einer Boeing 747-100 mit dem Kennzeichen G-HIHO.
Diese wechselte anschließend zu Qantas Airways.